# Айкара
Айкара (порт. Aiquara)  —  муниципалитет в Бразилии, входит в штат Баия. Составная часть мезорегиона Юго-центральная часть штата Баия. Входит в экономико-статистический микрорегион Жекие. Население составляет 4369 человек на 2006 год. Занимает площадь 195,174 км². Плотность населения — 22,4 чел./км².

## История
Город основан 12 апреля 1962 года.

## Статистика
- Валовой внутренний продукт на 2003 год составляет 21 718 969,00 реалов (данные: Бразильский институт географии и статистики).
- Валовой внутренний продукт на душу населения на |2003 год составляет 4521,02 реал (данные: Бразильский институт географии и статистики).
- Индекс развития человеческого потенциала на 2000 год составляет 0,627 (данные: Программа развития ООН).